# Mereworth Castle

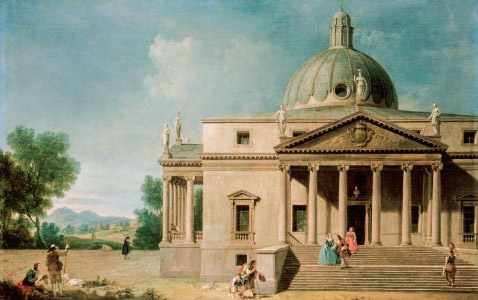
Capriccio com uma vista de Mereworth Castle em 1746.

Mereworth Castle é um palácio da Inglaterra, construído no Kent em estilo Palladiano. O palácio encontra-se listado com o Grau I atribuído aos edifícios britânicos com interesse histórico e arquitectónico.
Mereworth não é, de todo, um castelo mas sim uma cópia quase exacta da Villa Capra de Palladio. 
Foi desenhado em 1723 por Colen Campbell, que havia sido contratado por John Fane, 7º Conde de Westmorland. O interior apresenta trabalhos em gesso de Francesco Bagutti e afrescos de Francesco Sleter. O palácio está situado num parque e vale ajardinado com vários pavilhões e choupanas, que se encontram igualmente listados.
Mereworth Castle passou, por descendência, para os Barões de Oranmore e Browne, de cuja família se tornaria sede. Foi vendido em 1930 , e usado como campo de prisioneiros de guerra durante a Segunda Guerra Mundial..